# Paradox Interactive
Paradox Interactive AB je herním vydavatelem se sídlem ve Stockholmu. Společnost začala jako videoherní divize Target Games a následně vznikla jako samostatná společnost roku 2004. Společnost za dobu své existence založila a zakoupila více než 9 společností na vývoj videoher jako je například Triumph Studio, Playrion a interní Paradox Development Studio, která stojí za tvorbou vlajkových sérií Europa Universalis, Hearts of Iron a Crusader Kings. Kromě služeb pro videohry vlastní produkce, společnost také spolupracuje s indie vývojáři strategických her – např. Surviving Mars nebo Cities: Skylines.
Kromě videoherního průmyslu Paradox Interactive také působí v odvětví deskových her a stojí za tvorbou mnoha vlastních titulů. Každoročně také pořádá PDXCon, tedy konvence pro fanoušky a nadšence strategických videoher z vlastní dílny.

## Historie

### Oddělení a vznik společnosti
Vznik Paradox Interactive je spojen s Target Games, švédskou společností zaměřenou na vývoj deskových her. Target vytvářel deskové hry mezi lety 1980 až 1990, následně expandoval i do videoherního průmyslu. Koncem devadesátých let Target potkaly finanční potíže a byl nucen vyhlásit bankrot. Z její videoherní divize vznikla separátní entita pod názvem Paradox Entertainment, která pro Target vyvíjela videoherní adaptace jeho deskových her. V období mezi lety 2000 až 2003, Paradox Entertainment vydal svoje první tituly; Europa Universalis, Hearts of Iron a Victoria. Kromě těchto vznikly také méně úspěšné videohry, jako například Gettysburg: Armored Warfare; pokus společnosti o MMORPG AAA-titul, který byl ale kvůli nedostatkům negativně hodnocen.
Koncem roku 2003 začala společnost zakupovat intelektuální vlastnictví různých franšíz, například Barbar Conan od Roberta E. Howarda. Fredrik Wester, bývalý CEO společnosti Paradox Interactive, byl kolem roku 2003 společností zaměstnán, aby jí pomohl sestrojit podnikatelský plán, který zahrnoval transformaci společnosti na vývoj AAA-titulů. Wester poukázal na historické chyby společnosti při vývoji jejího prvního AAA-titulu Gettysburg: Armored Warfare, který na trhu neuspěl. Společnost, nespokojená s prognózou, se rozhodla videoherní průmysl opustit a zaměřit se čistě na poskytování licenčních práv svých stávajících titulů. Wester a Theodore Bergquist zakoupili Paradox Development Studio spolu s jejími zaměstnanci a herními tituly, čímž vznikl Paradox Interactive.

### Vydavatelská činnost
Jeden z prvních titulů, který měla společnost vyvinout, byla videohra Crusader Kings, další historická strategie z období středověku. Jejich vydavatel, Strategy First, vyhlásil bankrot dva měsíce po vydání, což Paradox připravilo o distributora v Severní Americe a zároveň o její příjmy. Wester, inspirovaný nově vzniklou platformou Steam, začal experimentovat s nápadem vlastní online distribuční služby a prodejem stáhnutelného obsahu pro videohru Victoria přes webové stránky společnosti. Experiment byl úspěšný a vedl ke vzniku Paradox On Demand; digitální obchod pro distribuci vlastních produktů, který byl spuštěn roku 2006 a později přejmenován na GamersGate. Po průniku na trh a zlepšení reputace Paradox Interactive coby legitimního vydavatele, začala společnost poskytovat distribuční služby přes GamersGate i ostatním vývojářům. Wester později uznal, že většina takových her byla „příšerné hrozná“, ale našly se mezi nimi i solidní produkty, například Mount & Blade.
Roku 2013 společnost překročila hranici 100 zaměstnanců a zakoupila nové kancelářské prostory ve Stockholmu. Během dalších let společnost pokračovala v distribuci videoher menších herních vývojářů. Historickým milníkem byla pro společnost Magicka od Arrowhead Game Studios, která prodala přes jeden milion kopií, čímž se stala první videohrou v distribuci společnosti, která tuto hranici překonala. Roku 2013 Wester a spol. uznali, že tato strategie není ideální; společnost nedbala pořádně na kontrolu kvality a zároveň schvalovala projekty z vlastní produkce bez většího průzkumu či zvážení, což vedlo k tomu, že zákazníci z odvětví začali považovat videohry od Paradoxu za nedodělané a tzv. „zabugované“. Společnost začala věnovat větší pozornost, které tituly schválí nebo bude distribuovat, celkově zvýšila své standardy kvality; „Jestli hra nemůže být hrána přes 500 hodin, asi bychom ji neměli vydat“. Crusader Kings II byla prvním projektem společnosti, který vznikl za použití této strategie.

## Studia
Paradox Interactive operuje devět interních společností:
| Mateřská skupina     | Mateřská skupina     | Název                      | Název                      | Lokace                  | Založeno nebo zakoupeno |
| -------------------- | -------------------- | -------------------------- | -------------------------- | ----------------------- | ----------------------- |
| Paradox Interactive  | Paradox Interactive  | Paradox Development Studio | Paradox Development Studio | Stockholm, Švédsko      | Založeno 1995           |
| Paradox Interactive  | Paradox Interactive  | Paradox Arctic             | Paradox Arctic             | Umea, Švédsko           | Založeno 2014           |
| Paradox Interactive  | Paradox Interactive  | Paradox Thalassic          | Paradox Thalassic          | Malmo, Švédsko          | Založeno 2017           |
| Paradox Interactive  | Paradox Interactive  | Paradox Tectonic           | Paradox Tectonic           | Berkeley, Spojené státy | Založeno 2019           |
| Paradox Interactive  | Paradox Interactive  | Paradox Tinto              | Paradox Tinto              | Barcelona, Španělsko    | Založeno 2020           |
| Triumph Studios      | Triumph Studios      | Triumph Studios            | Triumph Studios            | Delft, Nizozemsko       | Zakoupeno 2017          |
| Harebrained Schemes  | Harebrained Schemes  | Harebrained Schemes        | Harebrained Schemes        | Seattle, Spojené státy  | Zakoupeno 2018          |
| Playrion Game Studio | Playrion Game Studio | Playrion Game Studio       | Playrion Game Studio       | Paříž, Francie          | Zakoupeno 2020          |
| Iceflake Studios     | Iceflake Studios     | Iceflake Studios           | Iceflake Studios           | Tampere, Finsko         | Zakoupeno 2020          |

## Produkty

### Videohry
| 2004 | Crusader Kings           |
| 2005 | Hearts of Iron II        |
| 2006 | Victoria: Revolutions    |
| 2007 | Europa Universalis III   |
| 2008 | Europa Universalis: Rome |
| 2008 | Mount & Blade            |
| 2009 | Hearts of Iron III       |
| 2010 | Mount & Blade: Warband   |
| 2010 | Victoria                 |
| 2011 | Cities in Motion         |
| 2011 | Magicka                  |
| 2012 | Crusader Kings II        |
| 2013 | Cities in Motion 2       |
| 2013 | Europa Universalis IV    |
| 2014 |                          |
| 2015 | Cities Skylines          |
| 2015 | Magicka 2                |
| 2016 | Hearts of Iron IV        |
| 2016 | Stellaris                |
| 2016 | Tyranny                  |
| 2017 |                          |
| 2018 | Surviving Mars           |
| 2019 | Imperator: Rome          |
| 2020 | Crusader Kings III       |
| 2021 |                          |
| 2022 | Victoria 3               |

Mezi nejznámější tituly společnosti patří herní série tzv. velkolepých strategií Europa Universalis, Crusader Kings, Hearts of Iron a Victoria. Mezi samostatnými tituly potom najdeme například Stellaris, Cities Skylines a Surviving Mars.
Valná většina interních videoher společnosti je historického tématu v rámci strategického žánru. Společnost se zaměřuje především na velkolepé strategie a 4x tituly. Hráč spravuje ekonomiku, politiku, diplomacii a armádu určité entity, jež se v reálném čase nachází na mapě světa, která je tvořena provinciemi.
Společnost adoptovala v odvětví relativně unikátní styl post-release strategie; tituly mají obvykle velmi dlouhou životnost, například Europa Universalis IV z roku 2013 se dodnes drží mezi nejprodávanějšími strategickými hrami. Je to dáno vysokou znovuhratelností, bohatou podporou hráčských modifikací, aktivní komunitě a pravidelných bezplatných aktualizací, které jsou často doprovázeny placeným datadiskem. Strategie vydávání mnoha DLC bývá kritizována, nově příchozí hráči musí často zaplatit mnohokrát vyšší částku, aby měli plný zížitek ze hry. V poslední době dochází k odklonu od tohoto modelu ve prospěch méně větších DLC, například u hry Crusader Kings III, nebo testování modelu předplatného u hry Europa Universalis IV. Jednou z větších kontroverzí byl datadisk pro Europa Universalis IV pod názvem Common Sense a bezplatná aktualizace, která s ním přišla. Aktualizace přidala kritickou herní mechaniku, která ale byla plně funkční pouze s placeným dodatkem. Avšak, po následném nesouhlasu ze strany zákazníků, byla tato mechanika přetvořena.
Z důvodů vysoké pořizovací ceny všech dodatků začala společnost experimentovat s předplacenou službou, která hráči poskytne veškeré DLC za měsíční předplatné – takový Crusader Kings 2 stál v době vydání $60 a $300 za veškeré datadisky z roku 2018. Oproti tomu předplatné stojí $5 měsíčně.

### Modifikace
Cílem společnosti je vývoj videoher, které budou hráči moci lehce modifikovat k obrazu svému a sdílet je mezi ostatními; přidání nového obsahu, mapy, národa či úplně nové herní funkce.

### Deskové hry
Na PDXConu 2018 společnost oznámila, že pracuje s návrháři a vydavateli deskových her v produkci mnoha deskových her navazujících na interní videoherní tituly jako je Europa Universalis, Crusader Kings, Hearts of Iron a Cities Skylines. Během PDXCON Remixed, Paradox oznámil, že se chystají začít Kickstarter pro vývoj deskové hry Stellaris a Prison Architect.

### PDXCON
PDXCon (Paradox Convention) je každoroční konvence pro fanoušky strategických videoher. Poprvé se konala roku 2016, kdy Paradox pozval členy herního odvětví na anuální konferenci. Z toho se později stala veřejná konvence pro fanoušky společnosti, na které předváděli nové tituly. PDXCon 2017 se konal ve Stockholmu a měl účast přes 400 lidí. PDXCon 2018 byl expandován, aby se mohlo účastnit přes 800 fanoušků. PDXCon 2019 se konal v Berlíně, kde měla společnost dostupné mnohem větší prostory a kapacity. Později se konvence kvůli covidu-19 nekonaly.